# Turner Soccer Complex
Le Turner Soccer Complex, auparavant connu sous le nom de UGA Soccer Stadium, est un stade omnisports américain, principalement utilisé pour le soccer et le softball, situé dans la ville d'Athens, en Géorgie.
Le stade, doté de 1 700 places et inauguré en 1998, appartient à l'Université de Géorgie et sert d'enceinte à domicile à l'équipe universitaire des Bulldogs de la Géorgie (pour le soccer féminin et le sotfball).

## Histoire
Le stade ouvre ses portes en 1998 sous le nom d'UGA Soccer Stadium. Il est inauguré le 1er septembre 1998 lors d'une victoire 1-0 des locaux des Georgia Bulldogs sur les Mercer Bears.
À partir de 2004 sont rénovés les vestiaires. Le bâtiment comprend également des équipements vidéo et d'entraînement ultramodernes, une cuisine à service complet et un espace de restauration, un salon pour les joueurs et des bureaux pour les entraîneurs.
En 2005 est installé un nouveau tableau d'affichage.
Le terrain est nommé en hommage à Hoyt "Jack" Turner en 2006, ancien sportif de l'équipe universitaire durant les années 1950, et philanthrope natif d'Athens et surtout soutien financier aux Georgia Bulldogs pendant de nombreuses années. Le nom officiel du stade change également de nom la même année pour se faire appeler le Turner Soccer Complex.
En 2012, le tableau d'affichage est à nouveau modernisé.

## Événements
- 2000 : Tournoi de soccer féminin de la Southeastern Conference